# Adventure of the Seas
El Adventure of the Seas es un crucero de la Clase Voyager operado por Royal Caribbean International (RCI). El barco se botó y entró en servicio en 2001. Registrado en las Bahamas, el Adventure of the Seas ha navegado desde puertos en los Estados Unidos y Europa a sitios en el Mar Caribe, el Mar Báltico, el Mar Mediterráneo, Canadá y Europa. El barco desplaza 138.193 toneladas y tiene 311,1 metros (1.020 pies 8 pulgadas) de largo con capacidad para 3.807 pasajeros.